# Téléphone public
Pour les articles homonymes, voir Téléphone Public, Taxiphone et Payphone.

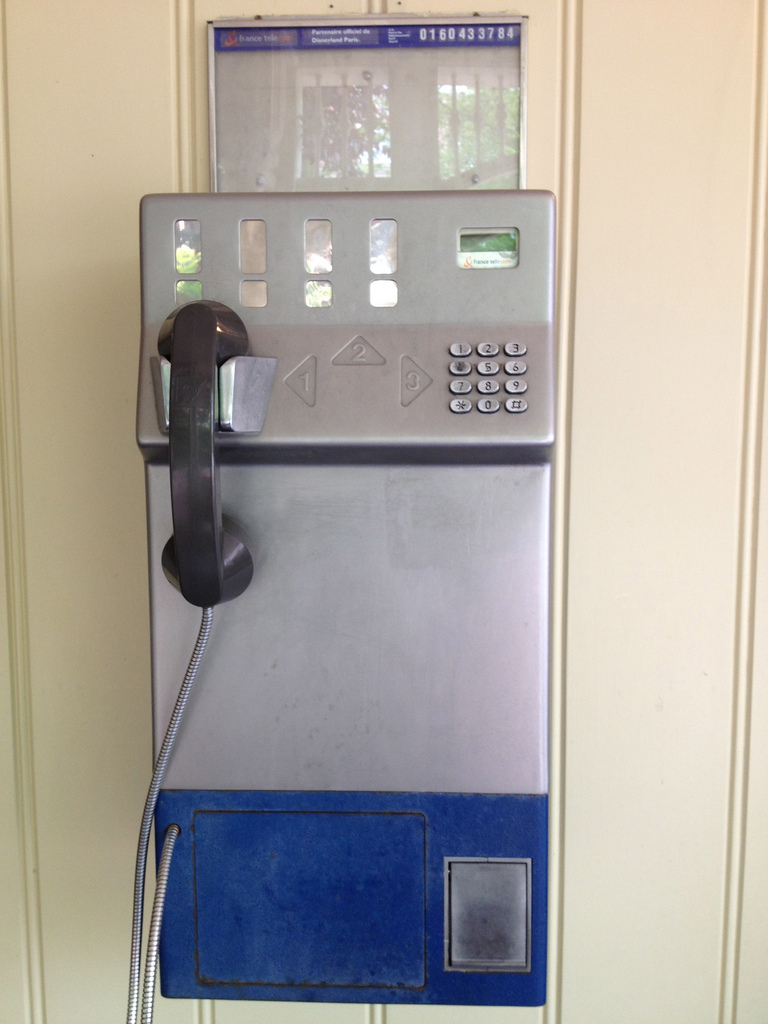
Ancien modèle TE80 à pièces (en francs). Fabriqués en France dans les années 1980 et jusqu'en 1987, ces modèles de publiphones sont restés en service jusqu'au passage à l'Euro, adaptés ensuite à l'Euro par remplacement du monnayeur 4 canaux par un monnayeur monocanal puis convertis en uniphones, (avec le monnayeur condamné, comme l'exemplaire visible sur cette photographie) à partir de 2004 pour les appareils les moins utilisés.

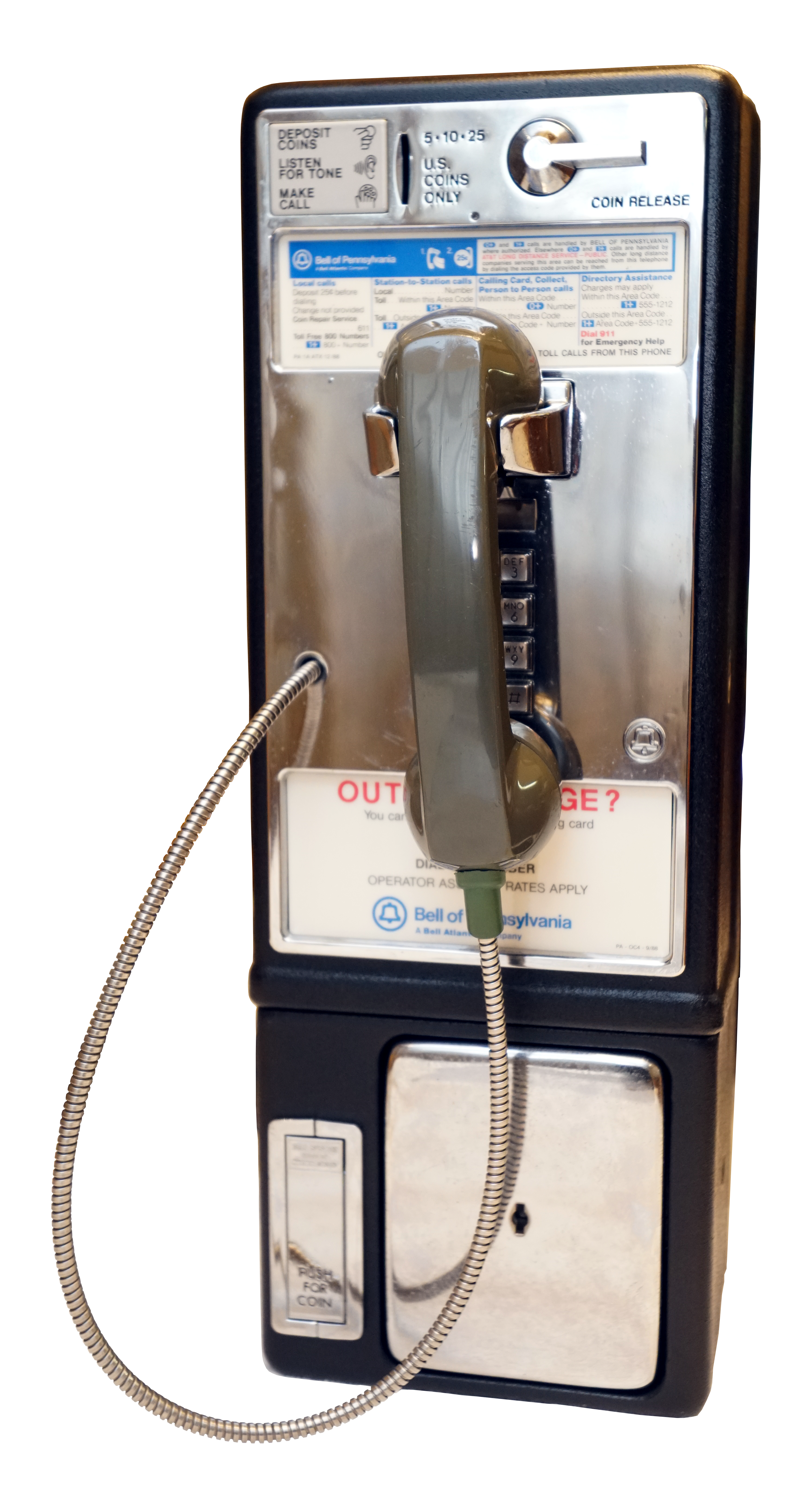
Téléphone public 1C Bell System, fabriqué en 1979 par Western Electric Payphone. Ce type d'appareil américain, ses prédécesseurs et les suivants, et leur apparition régulière au cinéma, sont à l'origine de l'anglicisme “payphone”.

Un téléphone public, est un téléphone à disposition du public et équipé, ou non, d'un moyen de paiement pour régler la communication.

## Dénominations

### France
En France différentes dénominations existent pour l'appareil téléphonique lui-même :

#### Taxiphone(1924 - 1974)
Le taxiphone est l'appellation donnée aux téléphones publics exploités par la compagnie du même nom. Ces appareils fonctionnent initialement avec des jetons mais sont convertis en 1974 (lorsque les PTT reprennent l'exploitation des téléphones publics), pour fonctionner avec des pièces de monnaie en Franc.

#### Publiphone(1974 - 2016)
Le publiphone est la dénomination de l'appareil téléphonique donnée par opérateur public français depuis 1974 ,. Cette dénomination correspond également à celle à de l'organisme chargé de la gestion de ces appareils. 1974 est aussi l'année où les cabines téléphoniques commencent à être déployées à grande échelle en France jusqu'en 1998. Des appareils équipés de divers modes d'encaissement des paiements, parfois combinés, sont expérimentés et exploités : monnayeurs pour monnaie en Franc, lecteurs de cartes holographiques, magnétiques ou à puce (télécartes et cartes bleues). Le paiement peu également se faire par carte à code grattable (composé sur le clavier) ou par appel en PCV. À partir de février 1984 les publiphones se voient également attribuer un numéro d'appel, affiché dans la cabine téléphonique où à l'évidence à proximité de son lieu d'installation, et tous les publiphones deviennent ainsi joignables par des appels entrants dès mars 1984.

#### Phonotaxe(1974 - 2002)
Le phonotaxe est l'équivalent des publiphones, mais exploité par des propriétaires privés dans des lieux privés. Ces appareils fonctionnent avec de la monnaie en Franc et leur exploitation a cessé de facto à la suite du passage à l'Euro.

#### Pointphone(1985 - )
À partir de septembre 1985 la règlementation de la téléphonie publique permet aux particuliers et professionnels d'installer n'importe où un appareil téléphonique payant s'il est agréé pour cet usage par les PTT. Le pointphone est un appareil de construction beaucoup plus légère et simple que celle des publiphones et phonotaxes qui contiennent de la monnaie et sont laissés sans surveillance sur la voie publique ou dans des espaces de passage. Des pointphones à monnaie et à télécartes sont disponibles. Pour les appareils pourvus de monnayeurs, la collecte des espèces revient au titulaire de la ligne. Le titulaire de la ligne est libre de facturer le prix de la communication qui lui convient, dans une limite fixée par les PTT. Ces appareils sont théoriquement toujours en mesure de fonctionner puisque les derniers modèles ont été adaptés à l'Euro.

#### Uniphone(1989 - )
En 1989 apparait l'uniphone, un appareil de téléphonie public sans dispositif d'encaissement, branché à une ligne téléphonique ordinaire et offrant des services restreints : appels d'urgences, numéros gratuits spéciaux (renseignements, etc.) et numéros gratuits en général, réception d'appels, et appel par carte à code.
Les uniphones des appareils minimalistes et robustes dont il existe globalement 3 modèles : une première génération spécifiquement construite à cet usage depuis 1989, des publiphones à pièces TE80 dont les monnayeurs n'ont pas été reconvertis au passage à l'Euro (les monnayeurs et la caisse ont été condamnés et la mécanique interne a été très fortement simplifiée), et enfin des appareils de dernière génération, très simplifiés et sans lecteur de cartes, développés et déployés dans les années 2010. Les uniphones sont les derniers appareils de téléphones publics en service en Hexagone et dans les départements et régions d'outre-mer depuis la suppression de la validité des télécartes en 2016.

### États-Unis

#### Payphone
En France les téléphones publics sont aussi parfois désignés par l'anglicisme payphone qui est la dénomination des téléphones publics aux États-Unis.
Dans ce pays et jusqu'à nos jours, ces appareils sont majoritairement équipés de monnayeurs bien que des versions à cartes ou mixtes existent.

## Moyens de paiement
Les moyens de paiements ont évolué à travers le temps : guichet, timbres, jetons, monnaie puis cartes.
Les divers types de cartes sont apparus pour faire face aux fraudes inhérentes aux appareils à jetons ou à monnaie mais surtout pour endiguer le vandalisme et le dérangement des appareils contenant de la monnaie qui en découlait (1 cabine sur 10 hors service dans la décennie 1975 - 1985). La généralisation du paiement par cartes dans les années 80 réduira le phénomène de 90%. En France ces cartes sont équipées d'une puce selon le brevet déposé par l'inventeur français Roland Moreno, et elles sont nommées télécartes. Le mot entre dans le dictionnaire en 1990 et ces outils de paiement deviennent rapidement des supports publicitaires et des objets collectionnés. Cet engouement se dissipe dans les années 2000 lorsque le public abandonne l'usage des téléphones publics au profit du téléphone portable. Les télécartes ne sont plus commercialisées à partir de 2014 et leur validité prend fin en 2016.
Les cartes à puces ne sont pas les seuls types de cartes utilisées à travers le monde : des cartes magnétiques, des cartes holographiques et des cartes à codes à gratter ont également été exploitées jusqu'à nos jours.

## Les téléphones publics aujourd'hui et à l'avenir
La plupart des opérateurs téléphoniques dans le monde ont supprimé leur parc de cabines et téléphones publics, mais certains pays n'ont jamais cessé d'exploiter leurs téléphones publics, à l'image du Japon, ou n'ont jamais totalement supprimé leur parc, même s'ils l'ont drastiquement réduit, comme par exemple le Royaume-Uni et l'Australie. À partir du tournant des années 2010-2020, en France et à l'étranger réapparaissent des téléphones publics, et la volonté d'en installer pour des raisons de sécurité (sinistres, urgences et insécurité), des questions sociales, et des considérations politiques d'aménagement du territoire et de libertés individuelles. 

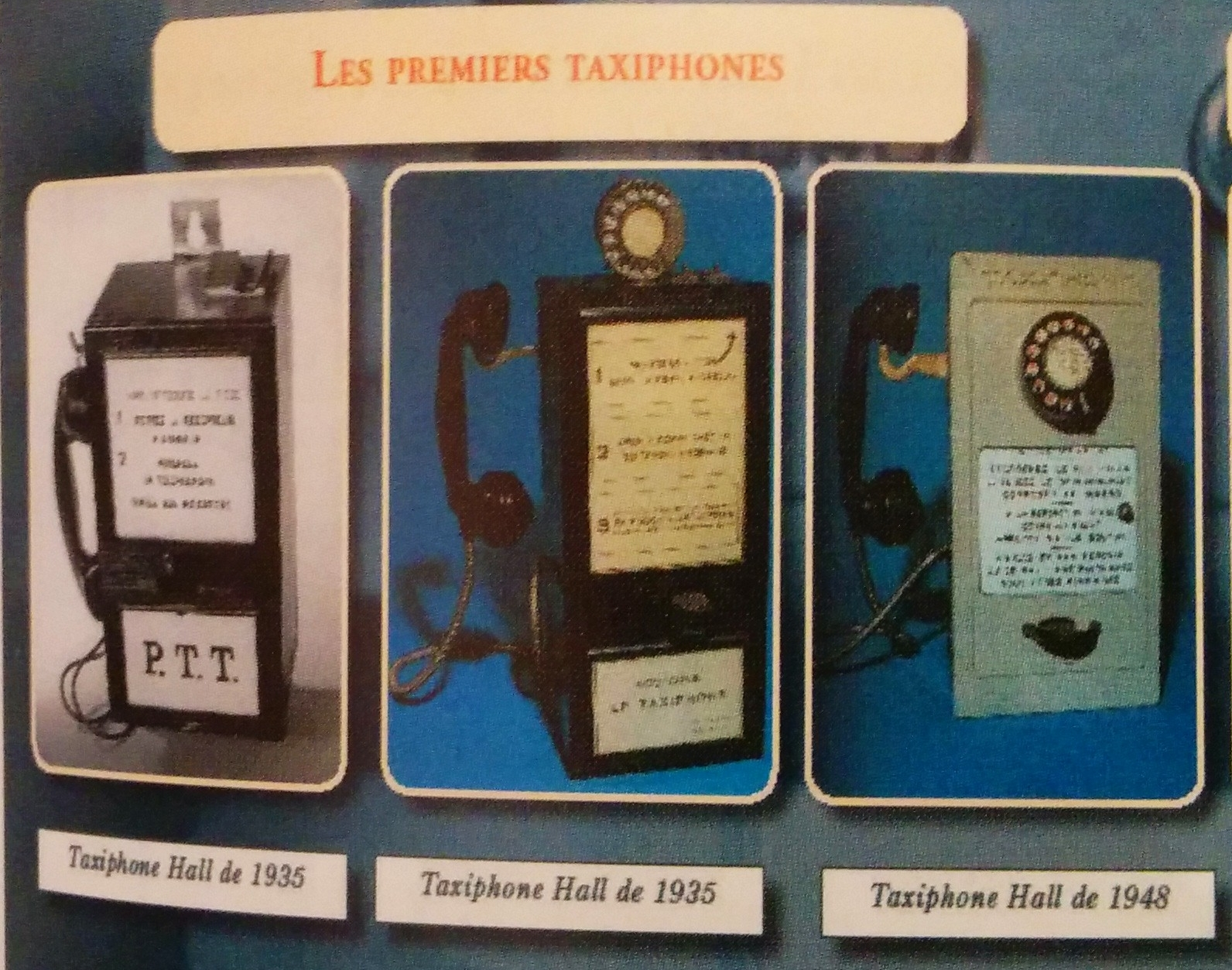
Taxiphone des années 1930 et 1940 en France.
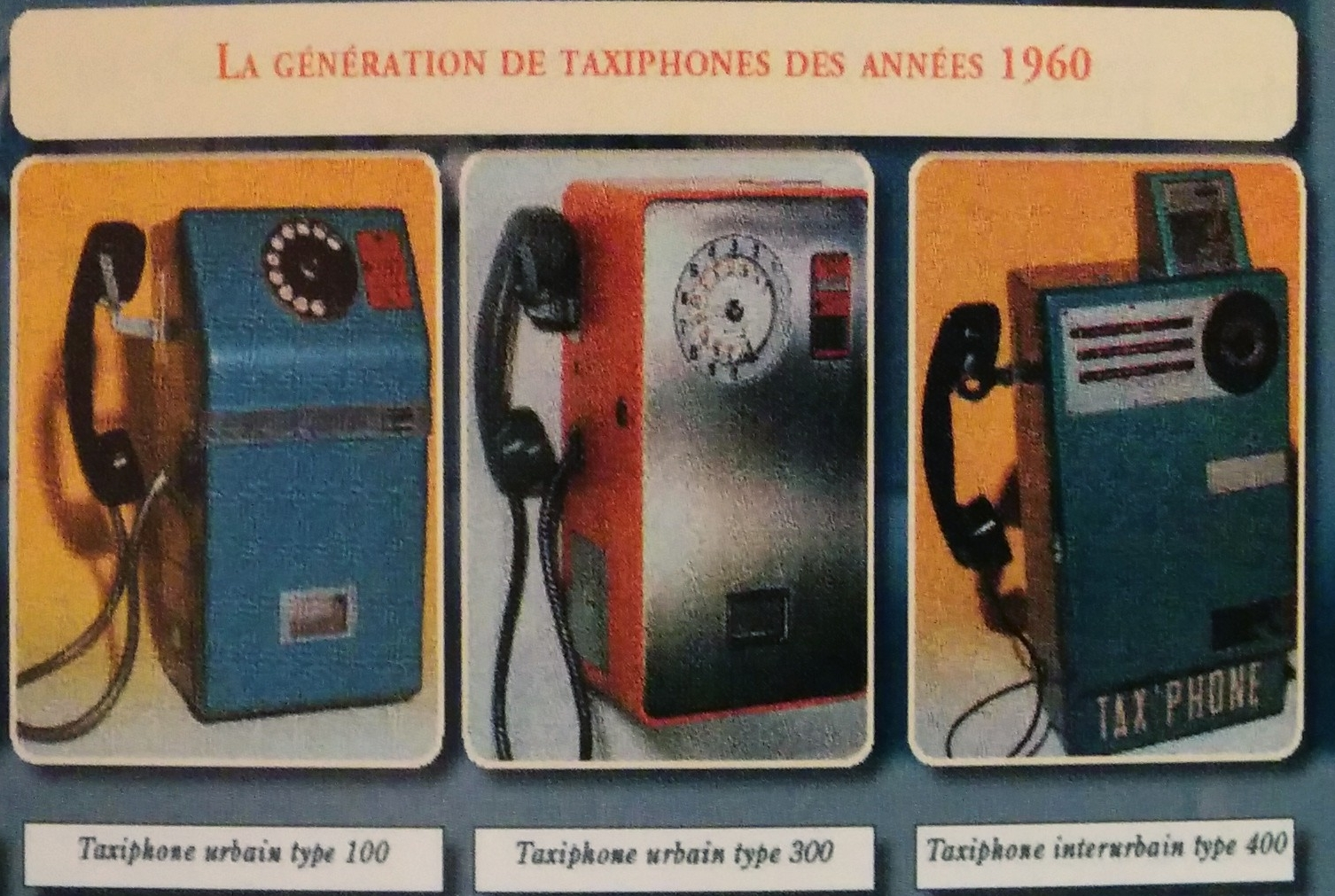
Taxiphone des années 1960 en France.
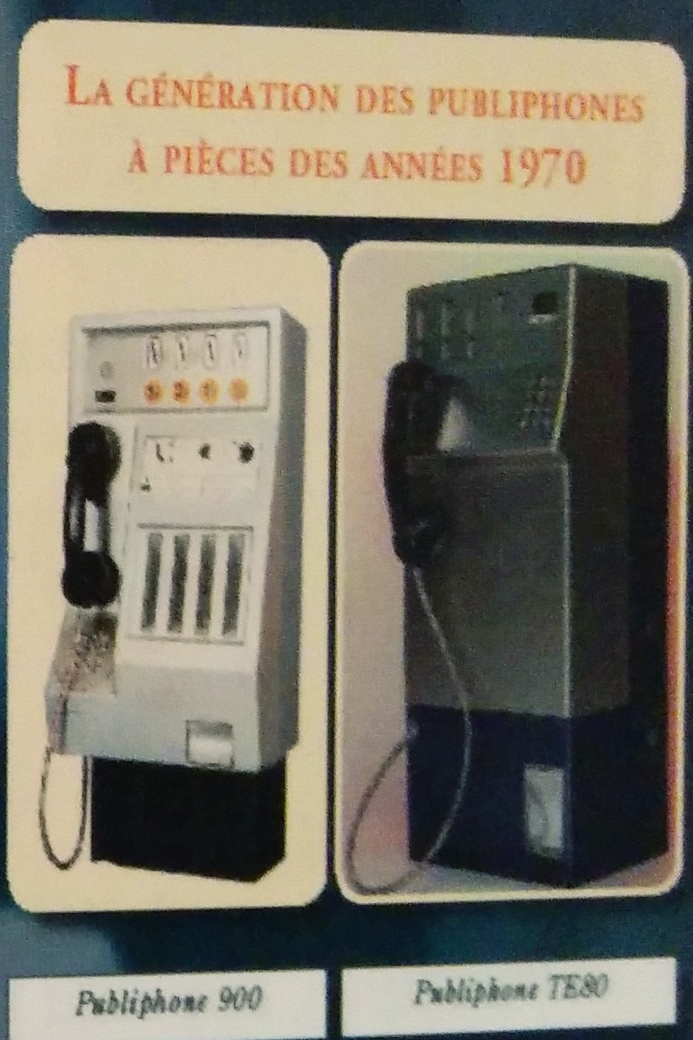
Publiphone des années 1970 et 1980 en France.
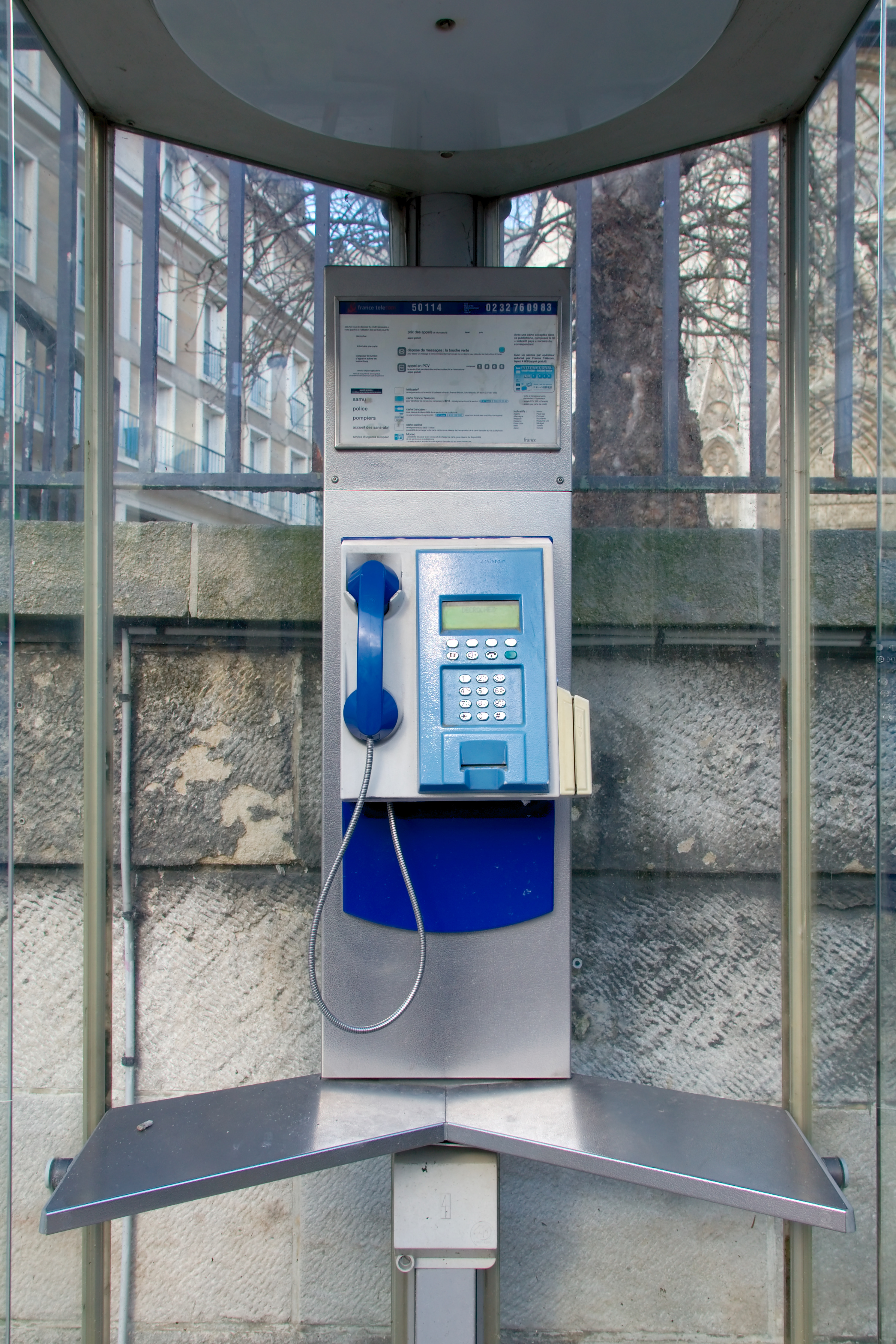
Publiphone PL3GeM fabriqué par la société Landis & Gyr[15],[16].
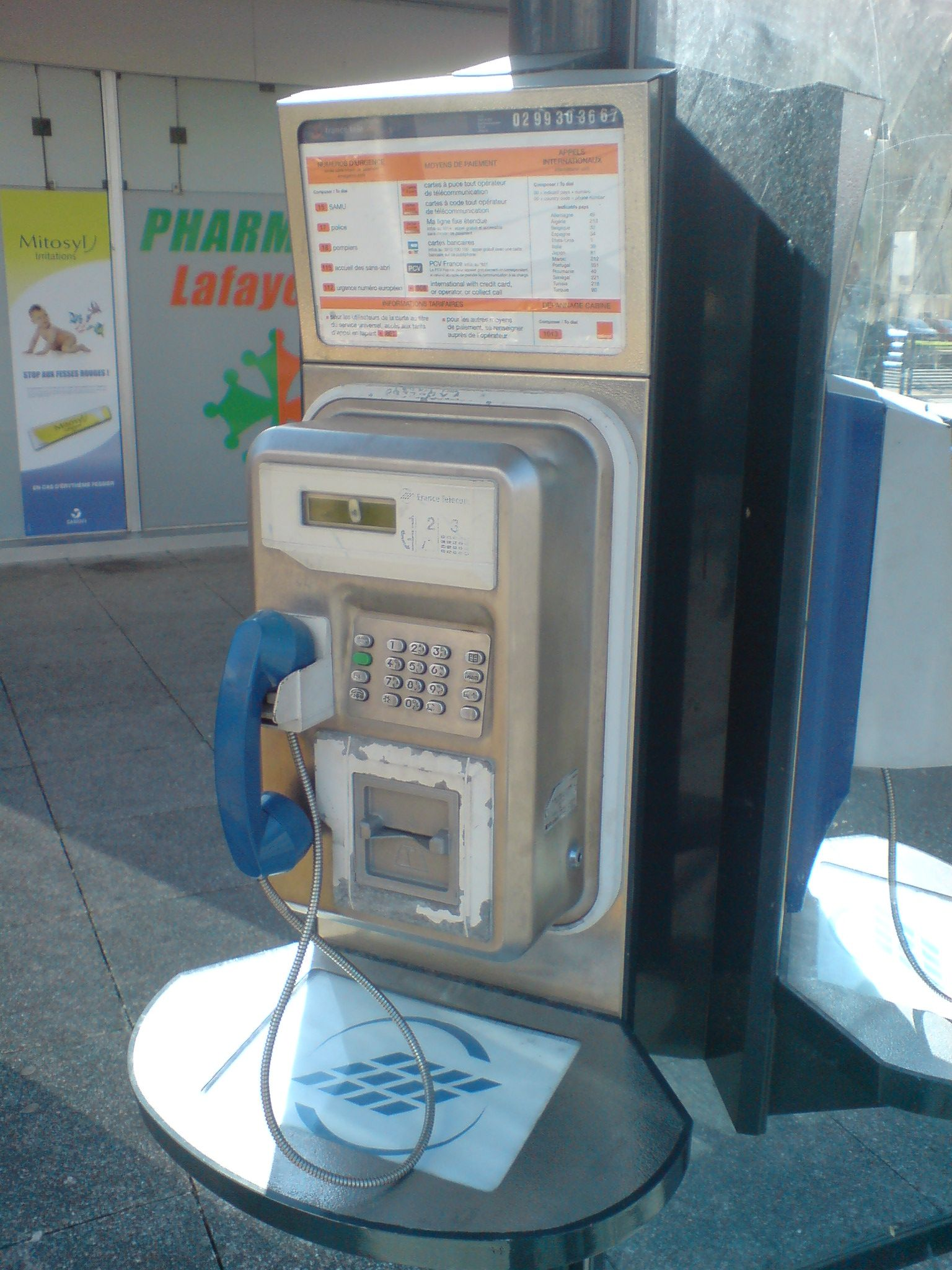
Publiphone IPT 701 de Monétel[17],[18].
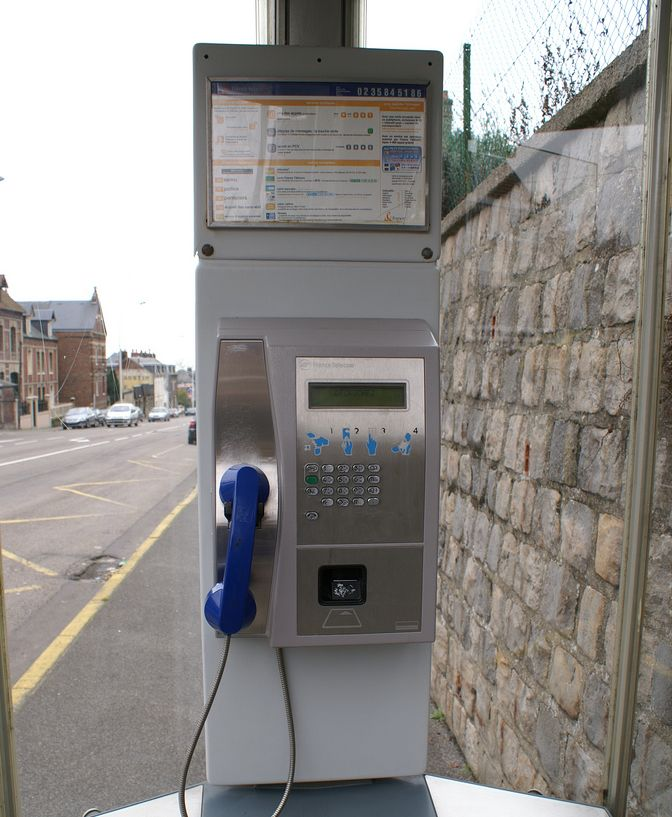
Publiphone PF16 de Flonic-Schlumberger[17],[19].